# Oncidium luridum
 Oncidium luridum  es una especie de orquídea epifita del género de las Oncidium. Se encuentran en Florida y Cuba, también en Centroamérica y en el  norte de Sudamérica hasta Perú.

## Descripción
Oncidium luridum es una planta epífita, con pseudobulbos pequeños o casi nulos. 
Hoja oblonga, gruesa, y coriácea, que puede medir hasta más de 5 dm de largo.
Sus flores están dispuestas en un pedúnculo robusto que puede alcanzar hasta 2 m de largo, con un tamaño de unos 3 cm, de  color café con algunas manchas amarillas y blancas.
Su fruto en cápsula. 

## Distribución y hábitat
Esta especie es oriunda del sur de Florida y en Cuba, en Centroamérica, el sudeste de Venezuela y en Perú. Esta orquídea se desarrolla sobre árboles. Zona de clima húmedo cálido de tierras a nivel del mar hasta 1400 m s. n. m. con luz fuerte y floreciendo en los meses de temporada seca del bosque.

## Usos
Planta cultivada como ornamental por los aficionados orquidófilos.
Estudios fitoquímicos han detectado la presencia de flavonoides en las hojas de esta especie.
La decocción de las hojas de esta especie, en forma de jarabe, se utiliza en Cuba, contra diversas afecciones respiratorias, tal como  el asma.

## Cultivo
Tiene preferencia de mucha claridad o con sombra moderada. Para cultivar se debe plantar en un tronco con la base recta no muy largo, para que se pueda mantener en pie y se coloca la orquídea atada a un costado de este.

Se pueden poner en el exterior como los Cymbidium para forzar la floración. En su desarrollo necesita riegos frecuentes, pero cuando llega a la madurez hay que espaciarlos hasta dejarlos en casi nada.
Etimología
Ver: Oncidium, Etimología

### Sinonimia
- Cymbidium guttatum (L.) Willd. 1805
- Epidendrum guttatum L. 1753
- Epidendrum maculatum Aubl. 1775
- Lophiaris maculata (Aubl.) Ackerman 2000
- Oncidium apiculatum Moir 1968
- Oncidium berenyce Rchb.f. 1862
- Oncidium boydii hort. ex Lindl. 1855
- Oncidium cuneatum Lindl. 1821
- Oncidium cuneilabium Moir 1968
- Oncidium guttatum (L.) Rchb.f. 1863
- Oncidium luridum var. guttatum (L. ) Lindl. 1839
- Oncidium maculatum (Ruiz & Pav.) Urb. 1918
- Oncidium undulatum Sw. 1812
- Tolumnia berenyce (Rchb.f. ) Braem 1986
- Tolumnia cuneilabia (Moir ) Braem 1986
- Trichocentrum luridum (Lindl.) M.W.Chase & N.H.Williams 2001
- Trichocentrum maculatum (Aubl.) M.W.Chase & N.H.Williams 2001
- Oncidium luridum Lindl. (1823) basónimo
- Oncidium cosymbephorum C.Morren 1849
- Oncidium luridum var. morrenii Lindl. 1855
- Lophiaris lurida (Lindl.) Braem 1993
- Lophiaris cosymbephora (C.Morren) R.Jiménez & Carnevali 2001
- Trichocentrum luridum (Lindl.) M.W.Chase & N.H. Williams 2001
- Trichocentrum cosymbephorum (C.Morren) R.Jiménez & Carnevali 2003

Nombre local en Cubaorquídea silvestre.

Nombre en FloridaDingy Flowered Oncidium.